# والیبال در المپیک تابستانی ۱۹۸۴
والیبال در بازی‌های المپیک تابستانی ۱۹۸۴ نام رویداد ورزش والیبال در بازی‌های المپیک تابستانی بود که در سال ۱۹۸۴ برگزار شد.

## جدول مدال‌ها
| رتبه | کشور                | طلا | نقره | برنز | مجموع |
| ۱    | ایالات متحده آمریکا | ۱   | ۱    | ۰    | ۲     |
| ۲    | چین                 | ۱   | ۰    | ۰    | ۱     |
| ۳    | برزیل               | ۰   | ۱    | ۰    | ۱     |
| ۴    | ایتالیا             | ۰   | ۰    | ۱    | ۱     |
| ۴    | ژاپن                | ۰   | ۰    | ۱    | ۱     |